# Pseudoneureclipsis iranica
Pseudoneureclipsis iranica là một loài Trichoptera trong họ Dipseudopsidae. Chúng phân bố ở miền Cổ bắc.